# 642년

## 연호
- 당(唐) 정관(貞觀) 16년
- 신라(新羅) 인평(仁平) 9년

## 기년
- 당(唐) 태종(太宗) 16년
- 신라(新羅) 선덕여왕(善德女王) 11년
- 고구려(高句麗) 영류왕(榮留王) 25년 / 보장왕(寶臧王) 원년
- 백제(百濟) 의자왕(義慈王) 2년

## 사건
- 음력 1월, 백제, 사신을 보내 당나라에 입조하고 조공하였다.
- 음력 2월,  백제, 의자왕이 주·군(州郡)을 순행하고 위무하였다. 죄수(罪囚)를 헤아려 보아, 사형에 처해야 할 범죄 이외에는 모두 용서해 주었다.
- 음력 7월, 백제, 의자왕이 친히 군사를 거느리고 신라를 쳐서 미후성(獼猴城) 등 40여 성을 항복시켰다.
- 음력 8월,  백제, 장군 윤충(允忠)을 보내 군사 1만 명을 거느리고 신라의 대야성(大耶城)[1]을 공격하였다. 성주 김품석(品石)이 처자와 함께 나와 항복하자 윤충은 이들을 모두 죽였고, 그 머리를 베어 왕도(王都)에 이를 전하였다. 남녀 1천여 명을 사로잡아 나라 서쪽의 주·현(州縣)에 나누어 살게 하였으며, 병사를 머무르게 하여 그 성을 지켰다. 의자왕은 윤충(允忠)의 공로에 대해서 말 20필과 곡식 1천 섬을 상으로 주었다.  (대야성 전투)
- 11월 24일 - 교황 테오도로 1세, 73대 로마 교황으로 취임.
- 이슬람, 동로마 제국의 알렉산드리아를 점령하다.
- 고구려 연개소문이 정변을 일으켜 영류왕을 살해하고 보장왕을 옹립하였다.

## 사망
- 10월 12일 - 교황 요한 4세, 72대 로마 교황.
- 고구려(高句麗) 27대 태왕(太王) 영류왕(榮留王)
- 고구려(高句麗)의 문신(文臣) 사비류(泗沘流)
- 백제(百濟)의 왕후(王后) 사택왕후(沙宅王后)
- 신라(新羅)의 공주(公主) 고타소랑(古陀炤娘)
- 신라(新羅)의 명장(明長) 김품석(金品釋)
- 신라(新羅)의 무신(武臣) 죽죽(竹竹)

## 참고 문헌
- 김부식 (1145), 《삼국사기》  〈권28 백제본기 제육(百濟本紀第六) 의자왕(위키문헌 번역본)〉  /(국사편찬위원회 > 한국사데이타베이스 번역본)